# Anonimowość
Anonimowość (gr. ἀνωνυμία ‘bezimienność’ z ἀνώνυμος ‘bezimienny’) – niemożność identyfikacji tożsamości jednostki pośród innych członków danej społeczności, wprost w odniesieniu do osoby albo do pochodzącego od niej przedmiotu (utworu). O anonimowości można mówić w różnych aspektach.

## Anonimowość w średniowieczu
W kulturze średniowiecza dokonania artystyczne i naukowe najczęściej nie były sygnowane imieniem twórcy, lecz pozostawały anonimowe, a to wszystko ku chwale Bożej (łac. ad maiorem Dei gloriam = na większą chwałę Boga). Twórca uważany był jedynie za pośrednika pomiędzy Bogiem a odbiorcą jego przekazu lub komunikatu.

## Anonimowość w Internecie
Współcześnie, anonimowość internetowa wiąże się z tym, że korzystając z zasobów sieciowych (sieci TOR), pozostają anonimowi. Zgodnie z tym przekonaniem, nie istnieje możliwość udowodnienia dokonania czynności online (np. wypowiedzi na forum dyskusyjnym, korzystania z nielegalnych treści) osobie, która tego rzeczywiście dokonała. W rzeczywistości, przy każdym połączeniu z serwerem zapisywany jest adres IP oraz ADRES MAC komputera i inne tego typu informacje jak m.in. nazwa i wersja przeglądarki internetowej, systemu operacyjnego, a nawet zainstalowane fonty na komputerze. Ponadto dostawca usług internetowych przechowuje wszystkie informacje o tym, któremu użytkownikowi przydzielono konkretny adres IP (stały IP lub w danym momencie zmienny IP). Organy ścigania mają możliwość żądania udzielenia każdej z tych informacji w razie podejrzenia o popełnienie przestępstwa, zaś dostawcy muszą przechowywać takie dane przez określony czas (retencja danych).
W przypadku korzystania z proxy ustalenie osoby korzystającej z sieci poprzez dany IP jest nieco utrudnione, ale nadal możliwe (transmisja jest możliwa do podsłuchania) przez administratora sieci, który widzi pakiety wchodzące i wychodzące. Istnieją jednak rozwiązania techniczne w postaci anonimowych sieci wirtualnych, pozwalające korzystać z dostępnych w internecie treści i usług przy zachowaniu zadowalającego stopnia anonimowości. Najpopularniejszym przykładem tego typu sieci jest Tor, który wykorzystuje do tego technikę trasowania cebulowego.

## Anonimowość w psychoterapii
Anonimowość w grupach 12 kroków to reguła ochrony prywatności w grupach samopomocy opartych na programie 12 kroków.

## Anonimowość a bezpieczeństwo
Anonimowość może być traktowana jako funkcja bezpieczeństwa w rozumieniu bezpieczeństwa teleinformatycznego. Jako określona cecha protokołu służy do realizacji prywatności użytkownika systemu, w tym ochrony danych osobowych. W szerszym znaczeniu organizacyjnym anonimowość chroni prywatność większych grup osób przed profilowaniem, inwigilacją lub budowaniem dossier poszczególnych osób na podstawie obserwacji ich komunikacji z innymi podmiotami.
W znacznej części metod uwierzytelniania anonimowość stoi w sprzeczności z wymogiem identyfikacji użytkownika. Metody takie jak kwalifikowane certyfikaty pseudonimów lub Credentica U-Prove (obecnie rozwijana przez Microsoft) są przykładami technik zaprojektowanych specjalnie w celu umożliwienia potwierdzenia określonych uprawnień przy zachowaniu pełnej lub częściowej anonimowości. Innymi przykładami są tajność głosowania przez Internet czy anonimizacja danych osobowych analizowanych w celach statystycznych w medycynie czy bankowości.
Częściowa anonimowość w tym przypadku oznacza ujawnianie wyłącznie takich informacji, jakie są niezbędne do realizacji danej transakcji, zgodnie ze stosowaną w ochronie informacji niejawnej zasadą wiedzy koniecznej (ang. need to know).
Techniką kryptograficzną wykorzystywaną często do realizacji funkcji anonimowości jest dowód z wiedzą zerową.

## Inne rodzaje
Inne rodzaje lub znaczenia anonimowości:
- anonimowość prawna (świadek koronny, mały świadek koronny, zastrzeżenie danych według KPK);
- anonimowość utworu i jej skutki prawne (prawa autorskie osobiste i majątkowe nadal istnieją);
- anonimowość korespondencji (por. anonim);
- anonimowe groźby (karalność);
- anonimowość pism urzędowych (niedopuszczalna).